# 超球の体積
初等幾何学における球体は決められた点から決められた距離以内にある点の全体が空間において占める領域であった。同様のことを n-次元ユークリッド空間で行って n-次元超球体が定義される。
本項ではn-次元超球体の体積、および超球体の表面に相当する超球面の面積について述べる。

## 超球体の体積
定理 ― 
ユークリッド空間{\displaystyle \mathbb {R} ^{n}}における半径 R の n-次元超球体
{\displaystyle B^{n}(R)}{\displaystyle =\{(x_{1},\ldots ,x_{n})\in \mathbb {R} ^{n}|x_{1}{}^{2}+\cdots +x_{n}{}^{2}\leq R^{2}\}}
の体積は以下のように表せる
{\displaystyle V_{n}(R)}{\displaystyle ={\frac {\pi ^{n/2}}{\left({\tfrac {n}{2}}\right)!}}R^{n}}{\displaystyle ={2^{\lceil n/2\rceil }\pi ^{\lfloor n/2\rfloor } \over n!!}R^{n}}
ここで{\displaystyle \left({\tfrac {n}{2}}\right)!}はオイラーのガンマ函数Γ(x)（階乗函数の非整数引数への一般化）により定義される
{\displaystyle \left({\tfrac {n}{2}}\right)!}{\displaystyle =\Gamma ({\tfrac {n}{2}}+1)}{\displaystyle ={\begin{cases}(k+{\tfrac {1}{2}})((k-1)+{\tfrac {1}{2}})\cdots (1+{\tfrac {1}{2}}){\sqrt {\pi }}&{\text{if }}n=2k+1\\k(k-1)\cdots 2\cdot 1&{\text{if }}n=2k\end{cases}}}
であり、「!!」は二重階乗
{\displaystyle n!!={\begin{cases}n(n-2)(n-4)\cdots 3\cdot 1&{\text{if }}n{\text{ is odd}}\\n(n-2)(n-4)\cdots 4\cdot 2&{\text{if }}n{\text{ is even}}\end{cases}}}
である。
具体的な値はnの偶奇によって異なる。
| 次元 | 半径 R の球の体積                              | 体積 V の球の半径                                             |
| ---- | ---------------------------------------------- | ------------------------------------------------------------- |
| 0    | {\displaystyle 1}                              | 全ての球の体積は1                                             |
| 1    | {\displaystyle 2R}                             | {\displaystyle V/2}                                           |
| 2    | {\displaystyle \pi R^{2}}                      | {\displaystyle {\frac {V^{1/2}}{\sqrt {\pi }}}}               |
| 3    | {\displaystyle {\frac {4}{3}}\pi R^{3}}        | {\displaystyle \left({\frac {3V}{4\pi }}\right)^{1/3}}        |
| 4    | {\displaystyle {\frac {\pi ^{2}}{2}}R^{4}}     | {\displaystyle {\frac {(2V)^{1/4}}{\sqrt {\pi }}}}            |
| 5    | {\displaystyle {\frac {8\pi ^{2}}{15}}R^{5}}   | {\displaystyle \left({\frac {15V}{8\pi ^{2}}}\right)^{1/5}}   |
| 6    | {\displaystyle {\frac {\pi ^{3}}{6}}R^{6}}     | {\displaystyle {\frac {(6V)^{1/6}}{\sqrt {\pi }}}}            |
| 7    | {\displaystyle {\frac {16\pi ^{3}}{105}}R^{7}} | {\displaystyle \left({\frac {105V}{16\pi ^{3}}}\right)^{1/7}} |
| 8    | {\displaystyle {\frac {\pi ^{4}}{24}}R^{8}}    | {\displaystyle {\frac {(24V)^{1/8}}{\sqrt {\pi }}}}           |
| 9    | {\displaystyle {\frac {32\pi ^{4}}{945}}R^{9}} | {\displaystyle \left({\frac {945V}{32\pi ^{4}}}\right)^{1/9}} |
| 10   | {\displaystyle {\frac {\pi ^{5}}{120}}R^{10}}  | {\displaystyle {\frac {(120V)^{1/10}}{\sqrt {\pi }}}}         |
| n    | Vn(R)                                          | Rn(V)                                                         |

### 奇数の場合
n=2k+1の場合は、
{\displaystyle V_{2k+1}(R)}{\displaystyle ={\pi ^{k}{\sqrt {\pi }} \over \left(k+{\tfrac {1}{2}}\right)!}R^{2k+1}}{\displaystyle ={\frac {2(2\pi )^{k}}{(2k+1)!!}}R^{2k+1}}{\displaystyle ={2(2\pi )^{k} \over 1\cdot 3\cdot \cdots \cdot (2k+1)}R^{2k+1}}
2kk!=2・4・…・2kである事を用いると、
{\displaystyle V_{2k+1}(R)}{\displaystyle ={\frac {2(k!)(4\pi )^{k}}{(2k+1)!}}R^{2k+1}}
とも表記できる。

### 偶数の場合
n=2kの場合、
{\displaystyle V_{2k}(R)}{\displaystyle ={\frac {\pi ^{k}}{k!}}R^{2k}}{\displaystyle ={\frac {(2\pi )^{k}}{(2k)!!}}R^{2k}}{\displaystyle ={\pi ^{k} \over 1\cdot 2\cdot \cdots (k-1)\cdot k}R^{2k}}

### 漸近評価
前述のVn(R)の具体的な記述にスターリングの公式{\displaystyle n!\sim {\sqrt {2\pi n}}\left({\frac {n}{e}}\right)^{n}.}とゴーチの不等式
{\displaystyle x^{1-s}<{\frac {\Gamma (x+1)}{\Gamma (x+s)}}<(x+1)^{1-s}.}
を適用することで、以下が成立する事がわかる：
定理 ― 
R を固定してn→∞とするとき、
{\displaystyle V_{n}(R)\sim {\frac {1}{\sqrt {n\pi }}}\left({\frac {2\pi e}{n}}\right)^{n/2}R^{n}}
これは一辺の長さがRの超立方体の体積Rn対する超球体Vn(R)がn→∞のとき指数関数的に小さくなる事を意味する。

### 漸化式
超球体の体積を漸化式で表すと、下記のとおりである： 
{\displaystyle V_{n}(R)={\begin{cases}1&{\text{if }}n=0,\\[0.5ex]2R&{\text{if }}n=1,\\[0.5ex]{\dfrac {2\pi }{n}}R^{2}\times V_{n-2}(R)&{\text{otherwise}}.\end{cases}}}
上述の漸化式はVn(R)をVn-2(R)と関係づけるが、Vn(R)をVn-1(R)を関係づけると下記のようになる： 
{\displaystyle V_{n}(R)=R{\sqrt {\pi }}{\frac {({\frac {n-1}{2}})!}{({\tfrac {n}{2}})!}}V_{n-1}(R)}{\displaystyle =a_{n}R{(n-1)!! \over n!!}V_{n-1}(R)}
ここで、 
{\displaystyle a_{n}={\begin{cases}2&{\text{if }}n=2k+1\\\pi &{\text{if }}n=2k\end{cases}}}
具体的に書けば、
{\displaystyle V_{n}(R)}{\displaystyle ={\begin{cases}2R{\frac {(2k)(2k-2)\cdots 6\cdot 4\cdot 2}{(2k+1)(2k-1)\cdots 5\cdot 3\cdot 1}}V_{2k}(R)&{\text{if }}n=2k+1\\\pi R{\frac {(2k-1)(2k-3)\cdots 5\cdot 3\cdot 1}{(2k)(2k-2)\cdots 6\cdot 4\cdot 2}}V_{2k-1}(R)&{\text{if }}n=2k\end{cases}}}

### 体積から半径を求める公式
n-次元球体の体積 V をその半径 R で表す代わりに、上記の公式を逆に解いて半径 R を体積 V の函数として表すこともできる：
{\displaystyle R_{n}(V)={\sqrt[{n}]{{\tfrac {\left({\tfrac {n}{2}}\right)!}{\pi ^{n/2}}}V}}}{\displaystyle ={\sqrt[{n}]{n!! \over 2^{\lceil n/2\rceil }\pi ^{\lfloor n/2\rfloor }V}}}{\displaystyle ={\begin{cases}{\sqrt[{2k+1}]{{\frac {(2k+1)!!}{2(2\pi )^{k}}}V}}&{\text{if }}n=2k+1\\{\sqrt[{2k+1}]{{\frac {k!}{\pi ^{k}}}V}}&{\text{if }}n=2k\end{cases}}}

## 超球面の面積
ユークリッド空間{\displaystyle \mathbb {R} ^{n+1}}における半径 R の n-次元超球面
{\displaystyle S^{n}(R)=\{(x_{1},\ldots ,x_{n})\in \mathbb {R} ^{n+1}|x_{1}{}^{2}+\cdots +x_{n+1}{}^{2}=R\}}
の面積An(R)と{\displaystyle \mathbb {R} ^{n+1}}における半径 R の n-次元超球体
{\displaystyle B^{n+1}(R)=\{(x_{1},\ldots ,x_{n})\in \mathbb {R} ^{n}|x_{1}{}^{2}+\cdots +x_{n+1}{}^{2}\leq R\}}
の体積Vn+1(R)には
{\displaystyle A_{n}(R)={\frac {d}{dR}}V_{n+1}(R)}{\displaystyle =(n+1)V_{n+1}(1)R^{n}}
という関係がある。これはBn+1(R)がR' ≦ Rに対するSn(R')の和集合である事から従う。Vn+1(R)の具体的表記から、以下が従う：
定理 ― 
{\displaystyle A_{n}(R)}{\displaystyle ={\frac {\pi ^{(n+1)/2}}{\left({\tfrac {n-1}{2}}\right)!}}R^{n}}{\displaystyle ={2^{\lceil (n+1)/2\rceil }\pi ^{\lfloor (n+1)/2\rfloor } \over (n-1)!!}R^{n}}
よってn=2k+1の場合は、
{\displaystyle A_{2k+1}(R)}{\displaystyle ={2\pi ^{k} \over 1\cdot 2\cdot \cdots (k-1)\cdot k}}{\displaystyle ={\frac {2\pi ^{k}}{k!}}R^{2k+1}}
n=2kの場合は、
{\displaystyle A_{2k}(R)}{\displaystyle ={2(2\pi )^{k} \over 1\cdot 3\cdot \cdots \cdot (2k-1)}R^{2k}}{\displaystyle ={\frac {2(2\pi )^{k}}{(2k-1)!!}}R^{2k}}{\displaystyle ={\frac {2(k!)(4\pi )^{k}}{(2k-1)!}}R^{2k}}
とも表記できる。

## 証明
上記の公式に関して多くの証明が存在する。

### 体積は半径のn乗に比例する
n-次元球の体積についてのいくつかの証明においての重要なステップであり、それ以外にも有用性のある一般的な事実は、半径 R の n-次元球の体積は Rn に比例すること、つまり {\displaystyle V_{n}(R)\propto R^{n}} である。このときの比例定数は単位球の体積に等しい。
上記の関係は帰納法による簡単な証明がある。基底段階は n = 0 であり、比例することは自明である。帰納段階は、次元 n − 1 で比例することが真であると仮定する。n-次元球体と一つの超平面との交わりは (n − 1)-次元球体であることに注意する。n-次元球体の体積を (n − 1)-次元球体の体積の積分 {\displaystyle V_{n}(R)=\int _{-R}^{R}V_{n-1}({\sqrt {R^{2}-x^{2}}})\,dx} として書く時、帰納法の仮定により n − 1-次元球体の半径から R-倍の因子を括りだして {\displaystyle V_{n}(R)=R^{n-1}\int _{-R}^{R}V_{n-1}({\sqrt {1-(x/R)^{2}}})dx} と書くことができる。変数変換 t = x/R を施して導かれる {\displaystyle V_{n}(R)=R^{n}\int _{-1}^{1}V_{n-1}({\sqrt {1-t^{2}}})\,dt=R^{n}V_{n}(1)}
は次元 n における比例関係を示すものになっている。帰納法によって、全ての次元で比例関係は真である。

### 2次元漸化式
n-次元球体と (n − 2)-次元球体の間の体積の漸化式の証明は、上記の比例式と円筒座標系における積分を用いて与えられる。球の中心を通る平面を固定する。r を球面の中心と平面上の点との距離とし、θ を方位角とする。n-次元球体と、半径と方位角を固定して定まる (n − 2)-次元平面とを交わらせれば、半径 √R2 − r2 の (n − 2)-次元球体が与えられる。球の体積は、従って (n − 2)-次元球体の体積の、取りうる半径および方位角に亘る逐次積分 {\displaystyle V_{n}(R)=\int _{0}^{2\pi }\int _{0}^{R}V_{n-2}({\sqrt {R^{2}-r^{2}}})\,r\,dr\,d\theta } として書くことができ、この方位角座標に関する積分は直ちに計算できる。比例関係を適用することで、この体積が {\displaystyle V_{n}(R)=(2\pi )V_{n-2}(R)\int _{0}^{R}(1-(r/R)^{2})^{(n-2)/2}\,r\,dr} に等しいことが示される。u = 1 − (r/R)2 と置換することによって積分を評価することができ、{\displaystyle {\begin{aligned}V_{n}(R)&=(2\pi )V_{n-2}(R)(-{\tfrac {R^{2}}{n}}(1-(r/R)^{2})^{n/2}){\bigg |}_{r=0}^{r=R}\\&={\frac {2\pi R^{2}}{n}}V_{n-2}(R)\end{aligned}}} を得る。これが2次元漸化式である。
体積公式の帰納法による証明に同じ手法を用いることができる。帰納法の基底段階は 0-次元球体と 1-次元球体であり、ここで Γ(1) = 1 と Γ(3/2) = (1/2)Γ(1/2) = √π/2 という事実を用いて簡単に直接確認できる。再帰段階は上記と同様であるが、(n − 2)-次元球体の体積に比例関係を適用する代わりに、帰納法の仮定が適用される。

### 1次元漸化式
比例関係は n-次元球体と (n − 1)-次元球体の体積の関係に関する漸化式の証明にも使われる。比例式の証明の際に見たように、n-次元球の体積は (n − 1)-次元球体の体積の積分として書くことができる。置換の代わりに、比例関係を被積分関数に現れる (n − 1)-次元球体の体積に適用し、{\displaystyle V_{n}(R)=V_{n-1}(R)\int _{-R}^{R}(1-(x/R)^{2})^{(n-1)/2}\,dx} を得る。被積分関数は偶関数であるため、対称性によって積分区間を [0, R] に制限することができる。区間 [0, R] 上で u = (x/R)2 なる置換を適用することができるから、式は {\displaystyle V_{n-1}(R)R\int _{0}^{1}(1-u)^{(n-1)/2}u^{-1/2}\,du} と書き換えられる。この積分はベータ関数 Β(x) と呼ばれるよく知られた特殊関数のある値に等しく、求める体積はベータ関数を用いて {\displaystyle V_{n}(R)=V_{n-1}(R)R\,\mathrm {B} ({\tfrac {n+1}{2}},{\tfrac {1}{2}})} となる。階乗と二項係数との関係とほぼ同じ意味で、ベータ関数はガンマ関数を用いて表されるから、その関係式を適用して {\displaystyle V_{n}(R)=V_{n-1}(R)R{\frac {\Gamma ({\frac {n+1}{2}})\Gamma ({\frac {1}{2}})}{\Gamma ({\frac {n}{2}}+1)}}} が得られる。値 Γ(1/2) = √π を用いて1次元漸化式 {\displaystyle V_{n}(R)=R{\sqrt {\pi }}{\frac {\Gamma ({\frac {n+1}{2}})}{\Gamma ({\frac {n}{2}}+1)}}V_{n-1}(R)} が得られる。
2次元漸化式と同様に、体積公式の帰納法による証明を得るために同じ手法を使用することができる。

### 球座標における直接積分
体積を球座標における体積要素の積分によって計算することができる。球面座標系は動径座標 r と偏角座標 φ1, …, φn−1 を持つ。ここで φn−1 を除く各 φi の変域は [0, π) であり、φn−1 の変域は [0, 2π) である。球体積要素は {\displaystyle dV=r^{n-1}\sin ^{n-2}(\phi _{1})\sin ^{n-3}(\phi _{2})\cdots \sin(\phi _{n-2})\,dr\,d\phi _{1}\,d\phi _{2}\cdots d\phi _{n-1}} で与えられる。そして求める体積は、r は 0 から R までと、角は取りうるすべての値に亘って取った積分 {\displaystyle V_{n}(R)=\int _{0}^{R}\int _{0}^{\pi }\cdots \int _{0}^{2\pi }r^{n-1}\sin ^{n-2}(\phi _{1})\cdots \sin(\phi _{n-2})\,d\phi _{n-1}\cdots d\phi _{1}\,dr} に等しい。被積分関数の各因子は一変数のみに依存するため、従ってこの逐次積分は積分の積 {\displaystyle V_{n}(R)={\bigg (}\int _{0}^{R}r^{n-1}\,dr{\bigg )}{\bigg (}\int _{0}^{\pi }\sin ^{n-2}(\phi _{1})\,d\phi _{1}{\bigg )}\cdots {\bigg (}\int _{0}^{2\pi }d\phi _{n-1}{\bigg )}} として書くことができる。動径成分の積分は Rn/n に等しく、また偏角成分の積分区間を対称性により [0, π/2] と書き換えれば {\displaystyle V_{n}(R)={\frac {R^{n}}{n}}{\bigg (}2\int _{0}^{\pi /2}\sin ^{n-2}(\phi _{1})\,d\phi _{1}{\bigg )}\dotsb {\bigg (}4\int _{0}^{\pi /2}d\phi _{n-1}{\bigg )}} を得る。残った各々の積分はいまやベータ関数の特定の値で、{\displaystyle V_{n}(R)={\frac {R^{n}}{n}}\mathrm {B} ({\tfrac {n-1}{2}},{\tfrac {1}{2}})\mathrm {B} ({\tfrac {n-2}{2}},{\tfrac {1}{2}})\dotsb \mathrm {B} ({\tfrac {2}{2}},{\tfrac {1}{2}})\cdot 2\mathrm {B} ({\tfrac {1}{2}},{\tfrac {1}{2}})} となる。ベータ関数はガンマ関数に書き換えることができ、{\displaystyle V_{n}(R)={\frac {R^{n}}{n}}{\frac {\Gamma ({\frac {n-1}{2}})\Gamma ({\frac {1}{2}})}{\Gamma ({\frac {n}{2}})}}{\frac {\Gamma ({\frac {n-2}{2}})\Gamma ({\frac {1}{2}})}{\Gamma ({\frac {n-1}{2}})}}\cdots {\frac {\Gamma ({\frac {2}{2}})\Gamma ({\frac {1}{2}})}{\Gamma ({\frac {3}{2}})}}\cdot 2{\frac {\Gamma ({\frac {1}{2}})\Gamma ({\frac {1}{2}})}{\Gamma ({\frac {2}{2}})}}} を得るが、この積は連鎖的に約分して畳み込める。値 Γ(1/2) = √π, Γ(1) = 1 関数等式 zΓ(z) = Γ(z + 1) を組み合わせて {\displaystyle V_{n}(R)={\frac {2\pi ^{n/2}R^{n}}{n\Gamma ({\frac {n}{2}})}}={\frac {\pi ^{n/2}R^{n}}{\Gamma ({\frac {n}{2}}+1)}}} が導かれる。

### ガウス積分
体積公式はガウス積分を用いることにより直接証明することができる。関数 {\textstyle f(x_{1},\ldots ,x_{n})=\exp(-{\tfrac {1}{2}}\sum _{i=1}^{n}x_{i}^{2})} を考えると、この関数は回転不変かつ各々一変数の函数の積になっている。これが積に書けるという事実とガウス積分の公式を適用して {\displaystyle \int _{\mathbf {R} ^{n}}f\,dV=\prod _{i=1}^{n}{\Big (}\int _{-\infty }^{\infty }\exp \left(-x_{i}^{2}/2\right)\,dx_{i}{\Big )}=(2\pi )^{n/2}} が得られる。ここで dV は n-次元体積要素である。回転不変性を用いれば、同じ積分を球座標に関して {\displaystyle \int _{\mathbf {R} ^{n}}f\,dV=\int _{0}^{\infty }\int _{S^{n-1}(r)}\exp \left(-r^{2}/2\right)\,dA\,dr,} と計算できる。ここで Sn−1(r) は半径 r の (n − 1)-次元球面であり、dA は表面積要素（すなわち (n − 1)-次元体積要素）である。球面の表面積は、球体の体積に関するのと同様の比例関係を満足する。すなわち An−1(r) を半径 r の(n − 1)-次元球面の表面積とすれば {\displaystyle A_{n-1}(r)=r^{n-1}A_{n-1}(1)} が成り立つ。上記の積分にこれを適用すると {\displaystyle A_{n-1}(1)\int _{0}^{\infty }\exp(-r^{2}/2)\,r^{n-1}\,dr} なる式を得る。置換 t = r2/2 を適用すれば、この式は {\displaystyle A_{n-1}(1)2^{n/2-1}\int _{0}^{\infty }e^{-t}t^{n/2-1}\,dt} と変形でき、これはガンマ関数の n/2 における値である。
二つの積分を併せれば {\displaystyle A_{n-1}(1)={\frac {2\pi ^{n/2}}{\Gamma ({\frac {n}{2}})}}} が示される。この式から半径 R の n-次元球体の体積を導出するには、半径 r (0 ≤ r ≤ R) の球面の表面積を積分し、関数等式 zΓ(z) = Γ(z + 1) を適用すればよい。そうして {\displaystyle V_{n}(R)=\int _{0}^{R}{\frac {2\pi ^{n/2}}{\Gamma ({\frac {n}{2}})}}\,r^{n-1}\,dr={\frac {2\pi ^{n/2}}{n\Gamma ({\frac {n}{2}})}}R^{n}={\frac {\pi ^{n/2}}{\Gamma ({\frac {n}{2}}+1)}}R^{n}} が得られる。

## ℓp-ノルムに関する球体
次が知られていることがディリクレの時代から知られている:164–168:390–395：
定理 ― 
正の実数 p1, …, pn, R に対し、
{\displaystyle B_{p_{1},\ldots ,p_{n}}(R)=\{x=(x_{1},\ldots ,x_{n})\in \mathbb {R} ^{n}:\vert x_{1}\vert ^{p_{1}}+\cdots +\vert x_{n}\vert ^{p_{n}}\leq R\}}の体積（通常のℓ2-ノルムにより定義される体積要素{\displaystyle dx_{1}\cdots dx_{n}}により定まる体積）{\displaystyle V_{p_{1},\ldots ,p_{n}}(R)}は以下のように書ける：
{\displaystyle V_{p_{1},\ldots ,p_{n}}(R)={\frac {2^{n}\left({\tfrac {1}{p_{1}}}\right)!\cdots \left({\tfrac {1}{p_{n}}}\right)!}{\left({\tfrac {1}{p_{1}}}+\cdots +{\tfrac {1}{p_{n}}}\right)!}}R^{{\tfrac {1}{p_{1}}}+\cdots +{\tfrac {1}{p_{n}}}}}
よって特に次が成立する：
定理 (ℓp-ノルムの球体の体積) ― 
ℓp-ノルムにおける半径Rの球体{\displaystyle B_{p}(R):=B_{p,\ldots ,p}(R)}の体積{\displaystyle V_{p}^{n}(R)}は、
{\displaystyle V_{p}^{n}(R)={\frac {\left(2\left({\tfrac {1}{p}}\right)!R\right)^{n}}{\left({\frac {n}{p}}\right)!}}}
p = 2 の場合は通常のユークリッドノルムであり、それ以外の p は情報理論、符号理論、次元正則化などの様々な文脈において現れる。
特に p = 1 および p = ∞ の場合の体積はそれぞれ
{\displaystyle V_{1}^{n}(R)={\frac {2^{n}}{n!}}R^{n},}
{\displaystyle V_{\infty }^{n}(R)=(2R)^{n}}
で与えられる。これらは正軸体および超立方体の体積に一致する。
{\displaystyle V_{p}^{n}(R)}は以下の漸化式 を満たす：
{\displaystyle V_{p}^{n}(R)={\frac {2\left({\tfrac {1}{p}}\right)!R\left({\frac {n-1}{p}}\right)!}{\left({\frac {n}{p}}\right)!}}V_{p}^{n-1}(R)}
一部の例外的なpを除き、ℓp-球面（ℓp-球体の境界）の表面積は、ℓp-球体の半径に関する微分として計算することはできないが、余面積公式を用いて、体積を表面積上の積分として表すことができる。
余面積公式には、点から点へ p-ノルムがどのくらい変化するかを考慮した相関係数が含まれる。p = 2 および p = ∞ に対してこの因子は 1 だが、p = 1 ならば相関因子は √n である（半径 R の (n − 1)-次元 L1-球面の表面積は √n 掛ける ℓ1-球体の体積の R における微分係数）。ほとんどの p の値に対してこの定数は複雑な積分になる。